# پوتین نظامی

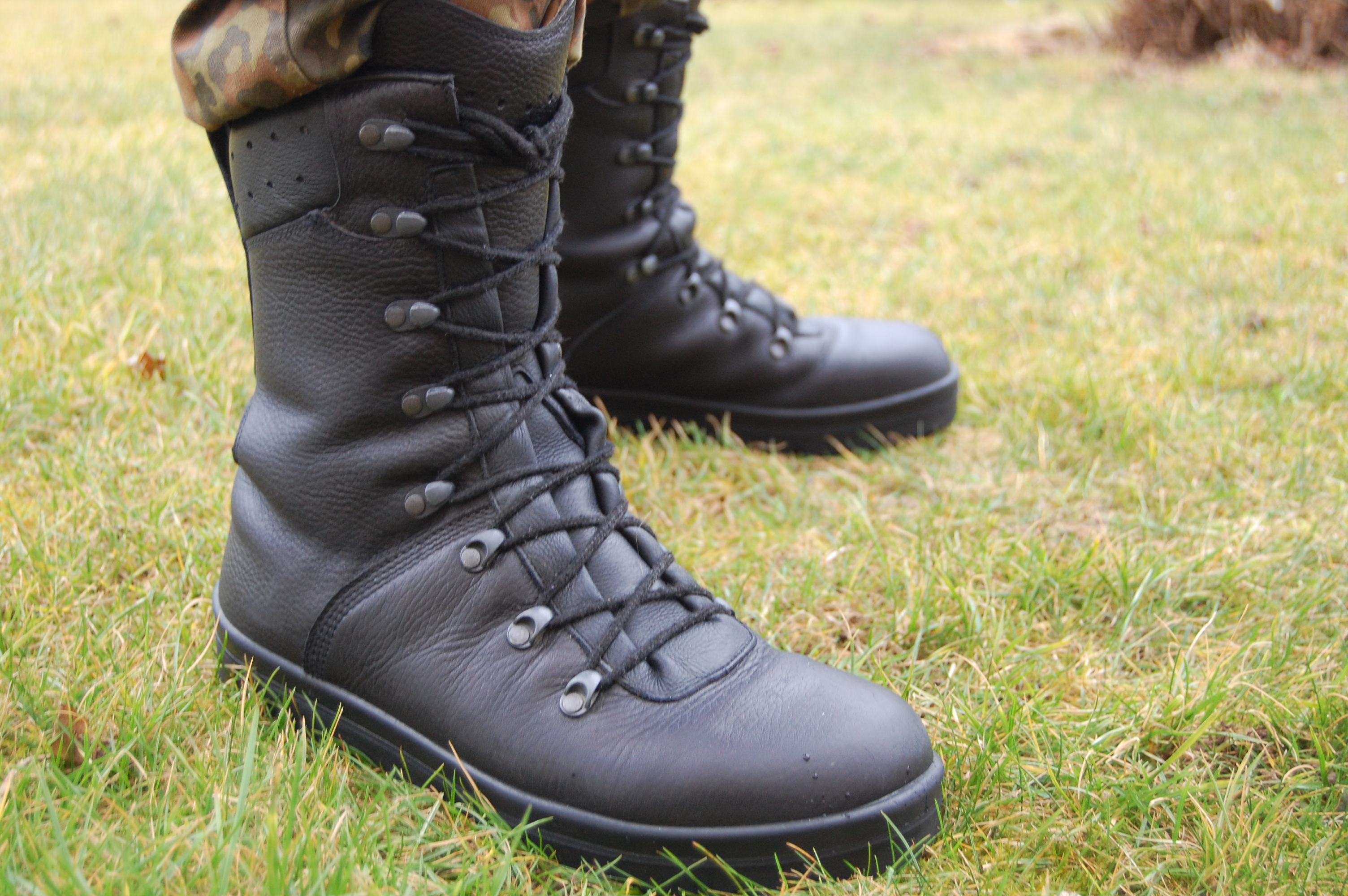
پوتین استاندارد ارتش آلمان

پوتین نظامی (انگلیسی: Combat boot) چکمه‌ای نظامی است که سربازان هنگام نبرد یا تمرینات نظامی یا مراسم نظامی نظیر رژه به تن می‌کنند. در بعضی مواقع پوتین ضدآب نیز تولید می‌شود. همچنین برای آب و هواهای سخت و مشکل نیز در جهت محافظت از پا پوتین‌های مناسب ساخته می‌شود. انواع جنگلی یا کویری و چکمه مخصوص پرش، به صورت تجاری نیز تولید می‌شوند. همچنین گهگاه به منظور فشن نیز پوشیده می‌شود.

## انواع مختلف پوتین‌های نظامی

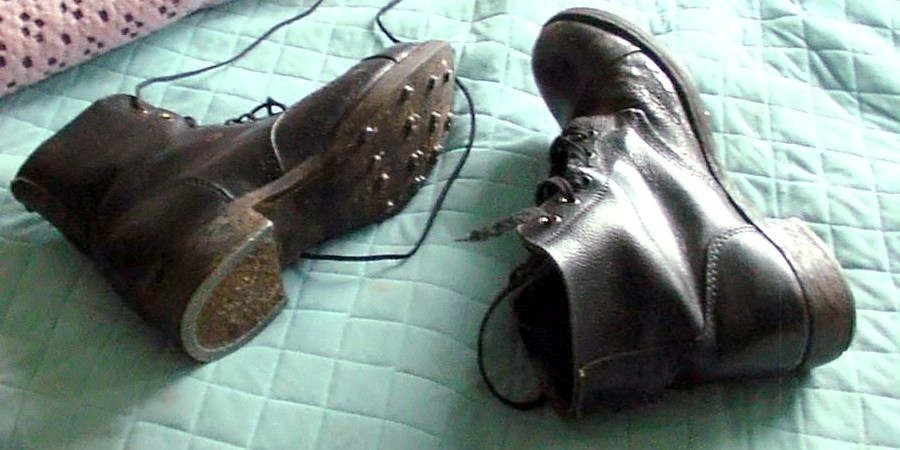
یک جفت پوتین کف میخ نعل اسبی

پوتین‌ها و به ویژه پوتین‌های سربازی را از جنبه‌های مختلفی می‌توان دسته بندی و به انواع مختلف تقسیم کرد ولی اگر بخواهیم با دید کلی به این موضوع بنگریم باید بگوییم پوتین‌ها را می توان به دسته‌های زیر تقسیم نمود:
- پوتین استحقاق سربازی
- پوتین سربازی مناسب جنگل
- پوتین سربازی مناسب بیابان
- پوتین‌های سربازی مناسب محیط سرد
- پوتین‌های سربازی پرش و مناسب مناطق صخره‌ای و دسته‌های بسیار دیگر

انواع پوتین بر اساس نوع ساخت، موارد استفاده رنگ، استتار و موارد بسیار دیگر مورد دسته‌بندی قرار گرفته و شناسایی می‌شوند.

### پوتین استحقاقی سربازی
این نوع پوتین سربازی در زمان اعزام پسران ایرانی به خدمت سربازی تحویل آن ها شده و معمولاً از جنس پلیمر ساخته شده اند. البته باید خاطر نشان کرد از این نوع پوتین فقط در مواردی می‌توان استفاده کرد که فرد تحرک کمی داشته و زیاد نیاز به فعالیت نداشته باشد زیرا این پوتین‌ها بسیار سنگین و ناراحت هستند.

### انواع مناسب جنگل
این پوتین یعنی پوتین های جنگلی سربازی بیشتر در مناطقی استفاده می‌شوند که فرد باید برای عملیات به جنگل برود. این نوع پوتین سربازی طوری طراحی خواهد شد که از پای شما به طور کامل محافظ کند و در صورت حضور در وضعیت جنگی جهت ایجاد استتار معمولاً ترکیبی از انواع مختلف رنگ سبز و مشکی داشته تا استتار را بیشتر کند.

### انواع مناسب بیابان
این نوع از این کالا در بیابان استتار کافی ایجاد کرده و علاوه بر نرمی و سبکی مانع از نفوذ شن و خاک به داخل منطقه پوشاننده پا خواهد شد. این پوتین‌ها بیشتر به رنگ کرمی و خاکی هستند و کمتر توسط سربازان یا درجه‌داران وظیفه استفاده می‌شود و بیشتر توسط افسران ارشد استفاده می‌گردد، مگر در مناطق رزمی که در آن‌ها لازم است افراد حداکثر استتار را داشته باشند.

## پیشینه

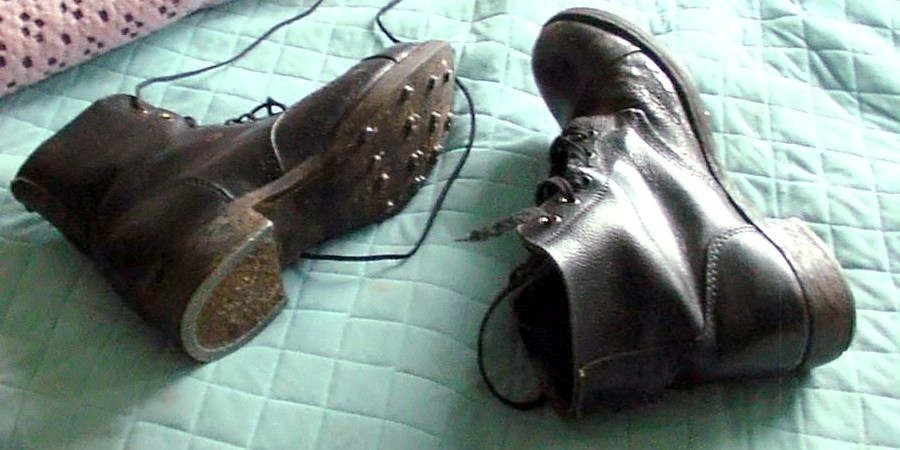
یک جفت پوتین کف میخ نعل اسبی

### دوران نخستین
نخستین مشاهدات استفاده از موارد مشابه پوتین نظامی در تاریخ، به سربازان پیاده نظام امپراتوری آشور باز می‌گردد. به خوبی ثبت شده که سربازان امپراتوری روم از پوتین نظامی کف میخ نعل اسبی استفاده می‌کردند.

## مد و فشن

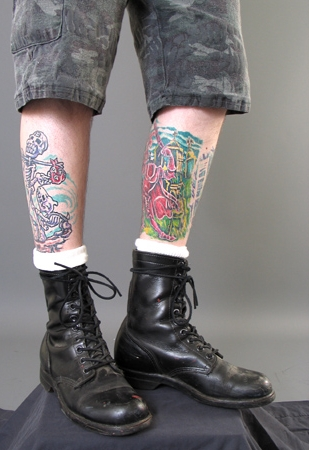
“یک مدل فشن از پوتین نظامی”.

پوتین نظامی نیز به عنوان فشن و مد نیز طرفداران زیادی دارد از جمله گروه‌های گوت، پانک، گرانج، هوی‌متال، صنعتی، کله‌پوستی وبی‌دی‌اس‌ام و علاوه‌بر این، استقبال از پوتین نظامی در عرصه مدل‌پوشی در حال گسترش است.